# Ritorno dall'inferno (film 1982 Buschmann)
Ritorno dall'inferno (Comeback) è un film del 1982 diretto da Christel Buschmann.

## Trama
La carriera di un cantante blues, un tempo famoso, ha subito una flessione e lui cerca di ritornare in auge.